# Seyyed Hasan-e Hakim
Seyyed Hasan-e Hakim (em persa: سيدحسن حكيم, também romanizada como Seyyed Ḩasan-e Hakīm) é uma aldeia do distrito rural de Shalahi, no condado de Abadan, na província de Khuzistão, Irã.
Segundo o censo de 2006, sua população era de 891 habitantes, em 152 famílias.